# Bāzneshīn-e Pā'īn
Bāzneshīn-e Pā'īn (persiska: Bāzneshīn-e Soflá, Bāzneshīn-e Pā’īn, بازنشین پائین) är en ort i Iran.   Den ligger i provinsen Gilan, i den norra delen av landet, 180 km nordväst om huvudstaden Teheran. Bāzneshīn-e Pā'īn ligger 154 meter över havet och antalet invånare är 804.
Terrängen runt Bāzneshīn-e Pā'īn är varierad, och sluttar norrut.Runt Bāzneshīn-e Pā'īn är det ganska tätbefolkat, med 134 invånare per kvadratkilometer. Närmaste större samhälle är Rūdsar, 14,2 km norr om Bāzneshīn-e Pā'īn. I omgivningarna runt Bāzneshīn-e Pā'īn växer i huvudsak blandskog.